# 가우스전자
《가우스전자》는 가우스전자라는 회사를 둘러싼 구성원들의 이야기들을 다룬 네이버 웹툰으로, 2011년부터 작가 곽백수가 연재하고 있다. 2019년 10월 29일 기준 평일에 각각 조회수 8위, 11위, 7위, 12위, 10위를 달성하는 있는 직장인뿐 아니라 일반 대중에게도 사랑받는 웹툰이다.

## 개요
한국의 웹툰.
곽백수가 네이버에서 연재한 웹툰. 회사 생활의 이야기를 주축으로 하는 직장 만화로, 작가의 이전 흥행작인《트라우마》에서도 익히 이름을 알렸던 가우스 그룹#s-1.3이 아예 메인으로 다뤄진다. 따라서, 어떤 의미에서는 트라우마의 스핀오프작이라고도 볼 수 있는 셈. 물론, 가우스 그룹의 막나가는 센스는 여전하다. 초기에는 《사이좋은 가우스전자》라는 이름이었지만 어느 순간 '사이좋은'이 빠지고 그냥 《가우스전자》가 되었다.
기본적으로《트라우마》와 비슷한 분위기의 개그물이지만 블랙 코미디의 성격이 강하다. 게다가 주제가 주제인지라 회사원 입장에서 공감할 내용들이 많으며, 그런 독자들의 반응은 대개  '내가 웃어도 웃는 게 아니야.' 로 통일되어 있다. 그래도 불편한 진실과 블랙 코미디 사이에서 블랙 코미디 쪽으로 줄타기를 잘 하고 있다. 또한 브리핑 에피소드들을 보면 현 업계의 시류를 잘 집고 있어 작가가 에피소드 소재에 대한 준비를 열심히 한 듯한 느낌이 난다. 그렇기에 특히 회사원들, 즉 어느 정도 연령층이 높은 독자들에게 평이 상당히 좋다. 그래도 상대적으로 악역 포지션인 인물들이 있고 그렇지 않은 인물들이 있지만, 현실 기업과는 비교도 할 수 없을만큼의 훈훈함이 특징.

## 등장인물

### 주요 등장인물

#### 가우스전자
- 이상식
- 직위 대리

2019년 기준 37세. 마지막화에는 주요 캐릭터들이 인사를 하는데 그 중 21컷이 나오고 상식의 관점에서 흘러가는 회사를 보여줄 정도로 비중있는 캐릭터이다. 흙수저로 시작해 기업에 들어와서 실수하고 배우며 어엿한 사원이 된다. 사내 연애를 시작하고 결혼을 하며 애를 낳기도 한다. 작가는 모든 캐릭터들을 전부 사랑한다고 했지만 유독 상식이라는 캐릭터를 사랑했던 것 같다.
- 나무명
- 직위 대리

2019년 기준 42세. 존재감이 없는 캐릭터이다. 이마에 붉은 뾰루지가 있으면 존재감이 올라가기도 한다.
- 차와와
- 직위: 과장

철이 덜 든 듯한 캐릭터이다. 어렸을 때는 하드락을 좋아했다. 기성남 팀장과 친하며 자주 술을 마시며 차와와를 통해 나이든 직장인 아빠를 둔 가족의 모습을 많이 보여준다. 시즌3 74화에서 상식이와 교육이가 행운 부적을 붙이고 다니는 것을 보던 차와와가 지갑에서 "회사 때려칠까 말까 할 때마다 이 부적이 날 잘 막아줬지"라며 아내와 아들이 있는 가족 사진을 꺼낸 에피소드는 독자들에게 잔향을 남겼다.
- 기성남
- 직위: 차장

2019년 기준 59세. 기성 세대를 대표하는 캐릭터이다. 어제한 일을 기억하지 못하고 오늘 또 반복하는 등의 모습은 독자를 짠하게 만들기도 한다. 고졸로 가우스에 입사해서 야간대학을 나오고 겨우 정사원이 되었다.
- 최달봉
- 직위: 이사

이사 자리에서 회장까지 오르고 싶어하던 캐릭터. 권력 다툼에서 무리하다가 결국 옷을 벗게된다. 대기업 이사까지 갔었던만큼 눈치와 감이 매우 좋다는 것을 자주 표현해주는데 신입 사원인 백마탄을 보고도 고개를 숙일 뻔한 에피소드가 대표적이다.
- 최상술
- 직위: 과장

아프리카에 해외 파견을 가서 근무를 하던 중 내전이 터져 6개월간 고립된 적이 있었다. 그 뒤로 단련을 열심히하는 설정의 캐릭터이다. 회사로 돌아온 뒤에는 잘리지 않고 배수진 부장과 함께 대기발령을 받기도 하였는데 회장의 특채로 회사에 들어왔기 때문이다. 결국 마케팅 3부로 발령을 받는다. 한번은 김명수가 운영하는 카페에 경쟁 카페가 보낸 진상 손님을 해치우기도 한다. 당시 카페 내의 CCTV는 16프레임이었으나 최상술의 빠른 움직임은 찍히지 않았다. 나무명 대리를 누구보다 잘 찾는다.
- 최선수
- 직위: 이사

2019년 기준 53세. 차가은과 결혼 후 이혼. 후에 성형미와 결합한다. 오랜 회사 경험에서 나온 멋진 발언들을 보여준다. 추후 최달봉의 권유로 하이사 대신 이사가 되지만 최달봉의 라인을 따르지 않는다.
- 백마탄
- 직위: 대리

2019년 기준 34세. 파워그룹 회장 백조원의 아들이다. 강미와 사내 연애를 하고 결혼하여 애를 낳는다. 마케팅부에서 개발부서로, 후에는 미주 지사로 옮겨간다. 골프를 잘 친다.
- 사교육
- 직위: 사원

2019년 기준 31세. 김문학의 하급자로서 일하는 캐릭터이다. 부모님이 시키는대로만 해서 회사에 왔으나 그 뒤 삶에 대해 고민하기도 한다.
- 사이다
- 직위: ?

시즌3 1화에 입사 면접 에피소드에서 처음 등장하며 직설적인 언동을 자주한다.
- 은수저
- 직위: ?

아버지의 기업을 물려받을 예정이다. 가우스전자에는 경영 연습을 위해 왔다고 한다. 사이다를 좋아한다. 가우스전자 내에선 사이다를 따라 서바이벌 동호회에 가입했다.
- 남나리
- 직위: 대리

고득점을 좋아하다가 결국 고백하여 골인하게 된다. 전직 코스튬 플레이 동아리 회장을 맡기도 했었다.
- 차나래
- 직위: 대리

2019년 기준 38세. 이상식과 사내 연애 끝에 결혼에 골인한다. 신문방송학을 전공했다.
- 사악한
- 직위: 대리

박과장에게 시달리며 가끔 엉큼한 농담을 하는 캐릭터이다. RC카를 좋아한다.
- 회장
- 직위: 회장

이파수에게 회장을 넘겨주며 회장 자리를 내려놓았지만 가우스에 대한 애정이 깊다.
- 한스 맥도날드
- 직위: 기술이사

외국인으로서 이해할 수 없는 한국 회사의 기이한 점들을 보여주는 캐릭터이다.
- 배수진
- 직위: 부장

회사에서 오랜기간 대기발령이지만 옷을 벗지 않고 회사에 남아있는다. 최이사의 잘못을 덤터기 써서 자리를 잃었지만 첫째가 대학을 졸업할 때까지는 버텨야한다는 말을 남긴다. 후에 마케팅3부으로 들어가서 기차장이 부장이 되는 꿈을 꺾는다.
- 오락중
- 직위: 부장

2019년 기준 43세. 회색 빡빡머리에 네모난 안경을 썼다.
- 건강미
- 직위: 사원

2019년 기준 33세. 백마탄과 결혼한다.
- 임소문
- 직위: 과장

2019년 기준 41세.
- 성형미
- 직위: 과장

성형을 해서 얼굴 표정이 항상 같은 캐릭터이며 최선수와 연애를 한다. 최선수가 가우스에서 성형 전의 성형미를 봤었고 그 사람을 찾아다니지만 결국 찾지 못한다. 그럼에도 성형미와 다시 이어진다.
- 박종수
- 직위: 과장

모해영에게 밀당 당하는 캐릭터이다. 상사에게 당했던 것을 똑같이 사악한에게 실천한다. 미연시게임 전문가이며 친구가 없다.
- 위장병
- 직위: 과장

최달봉 이사가 같은 ROTC 출신이라며 끌어준다고 한 뒤 일이 잘못되자 좌천시켰다. 그 뒤 게임을 시작하고 매우 좋아하게 되었다. '복면게임왕'이라는 이름으로 게임 방송도 하지만 시청자들은 오히려 위장병의 아내가 나오는게 더 재미있다고 한다. 후에 '호랑이가면'으로 이름을 바꾸었다.
- 김문학
- 직위: 과장

2019년 기준 41세. 소설을 쓴다.
- 사인해
- 직위: 부장

광대가 부각되는 캐릭터이다. 파리에서 일한 적이 있으며 자기 패션에 큰 자부심을 가지고 있다.
- 반성문
- 직위: 대리

고객대응팀 에이스이다. 불쌍해보이는 얼굴 표정을 통해 고객에게 죄책감을 심는다.
- 이단아
- 직위: 실장

임원 회의에서 주로 발표를 맡는 역할로 보좌하는 역할을 맡는다.
- 이파수
- 직위: 회장

산업 스파이로 가우스전자에서 활동을 시작했으나 너무 열심히 일한 결과 사장을 달았고 그 뒤로는 최이사를 이겨내고 회장이 되어버린다.
- 하이사
- 직위: 이사

최달봉 라인을 탄 이사였으나, 일이 그르치자 책임을 전가받아 그만두게 된다.
- 송구해
- 직위: 부장

반성문과 같은 고객대응팀이며 기발한 고객대응법을 많이 고안하며 불쌍해보이는 사람을 잘 찾아낸다.
- 김명수
- 직위: ?

가우스전자를 그만두고 명수 카페를 차린다. 전 홍보부 직원이었다. 최봉달 이사가 이름을 기억할 정도의 인재이다.
- 임시로
- 직위: 사원

가우스전자가 종료되기 얼마전에 나온 캐릭터이다.

#### 거품 기획
- 고득점
- 직위: 부사장

대표적인 흙수저 캐릭터로 가우스전자에서 훌륭한 업무처리 능력을 보이지만 사업을 위해 퇴사한다. 이후 거품 기획에 들어가서 열심히 일을 하며 다사다난한 삶을 보낸다. 가우스전자 입사 전에는 클럽에 6개월 동안 생수 배달을 하기도 하며 입사 후에도 과외를 계속하며 회사에서 미적분을 공부하는 모습을 보여주기도 한다. 구두쇠같은 행동을 많이 보여준다. 시즌3 411화의 에피소드를 보면 "대학 막 입학했는데 돈이 한푼도 없어서 길거리를 헤매다가 잘 곳이 없어서 공원 벤치에서 오들오들 떨면서 잠이 들었지 근데 꿈에서 깨어보니 다행히 부대인 거야"라고 말한다.
- 두통수
- 직위: 사장

이름부터 수상한 캐릭터로 득점이가 회사를 운영하는데에 간섭하지 않는다.
- 이직중
- 직위: 사원

거품 기획에 들어오자마자 이직하려는 모습을 보이며 업무를 소홀히 하지만 후에는 열심히 일한다.
- 모해영
- 직위: 사원

어장관리를 하는 캐릭터이다. 대기전자 사원에서 덕춘실업 사원이 되기도하고 컴퓨터 그래픽 능력을 인정받아 또 다른 회사에 취업하기도 하지만 결국 비정규직이었다. 거품 기획에 들어와 일하게 된다. 박종수를 밀당하는 캐릭터로 나왔다. 후에는 박종수와 여러 가지 스토리를 만들기도 한다.
- 아지즈
- 직위: 사원

한국에 일을 하러 온 인도인. 인형 눈알을 붙이는 부업을 하며 단가 사기를 쳐서 부업을 소개한다.
- 제정신
- 직위: 사원

거품 기획에서 사원을 맡고 있다.

### 그 외의 인물
- 백조원
- 직위: 파워 그룹 회장

백마탄의 아버지이다.
- 똘이
- 직위: 차와와의 아들

차와와가 아끼지만 서로 소통의 기회가 적었던 아들이다. 차와와가 식구들과 밥을 먹으며 아들과 이야기를 해보려고 집에 왔을 때 똘이는 학원에 있었다. 힙합을 좋아해 차와와와 의견 대립이 있기도 했다.
- 천재
- 직위: 이상식의 자식

상식이와 나리가 싸울 때마다 천재의 존재가 싸움을 멈추게한다. 어려서는 포로로를 좋아했다.
- 유두범
- 직위: 개인 방송인

거품 기획의 노래방에서 세를 내고 빌려서 개인 방송을 진행한다. 법조인이다.
- 봉구, 세연
- 직위: 기차장의 자식

봉구는 대학을 안간다고 해 기성남의 속을 썩이기도 했지만 회사에 취직하여 넥타이를 선물하기도 하였고, 세연도 취직을 했다고 나온다. 기성남은 이에 대해 책임감을 내려놓고 가족 구성원의 하나로서 행복함을 느낀다.
- 깡패
- 직위: 고양이

길고양이로 태어나서 아이들의 장난에 쫓기다보니 엄마와 형제들과 떨어지게 되었다. 소시지를 잘못 주워먹어 죽음 앞에 체념하는 순간 고득점이 도와주게 된다. 이후 득점이가 보살피는 고양이가 된다. 엄마 고양이의 눈썹을 닮은 사람을 좋아한다. 구두쇠인 고득점이 자신의 신세를 닮은 것을 가엾게여겨 데려다 키웠을 것으로 추측한다.
- 오봇
- 직위: 로봇

가우스전자에서 도입한 업무 보조 로봇이다. 딥러닝 기반으로 만들어졌다.
+ 마니아(촉수 개발자), 송이사(감사기관 기관장), 차가은(대륙리서치 부사장), 최과장(영업부), 민대리(비서실), 황과장 = 도차장, 김회장, 조커버거(이사), 민대리(영업부), 송사원, 송부장, 왕차장(성주실업), 김수미(대기전자 대리), 고과장, 민차장, 변신해(부장), 위축민(영업부 과장), 김기사, 공차장, 선임, 송비서(파워그룹), 문대리(초원기획), 황사장, 최과장(개발실), 이매진(영업부 대리), 부용, 진선, 정중해(차장), 무뢰남(부장), 이대리(개발부), 민부장(재무부), 민철, 소문, 나시경, 기타류, 마분지, 산드라(뻐꾸기 회사영어 강사), 스미스, 곽박사(연구실장), 허세연(비서실장), 김미영(홍보팀장), 허약해(차장), 김철수(차장), 최영희(마케팅1부 부장), 민이사, 서도익(저마트 사원), 최차장, 김현필, 구룡모(초원리서치 사장), 명세민(하청실업 사장), 오로라(굴지그룹), 마부장,

## 가우스 3대 성인

### 탁탁 채민석 선생님
시즌1 234화(2015년1월21일)에 다음과 같은 댓글을 남겨 베스트 댓글이 되었으나 지금은 삭제되었다.
"닭ㄹ혜 정권의 야동 규제를 비판한다! 아무리 막아봐라. 우리는 새로운 루트를 찾아낼 것이다. 실명이다. 베댓되면 안된다."
독자들에게 椓椓(탁탁)이라는 호를 얻은 채민석 선생 역시 한국인들의 굳은 의지를 대표하여 표명하였다. 베스트댓글이 될 것까지 예견하는 선구안을 지니셨다.

### 촉수 이지은 선생님
시즌3 435화(2017년10월29일)에 다음과 같은 댓글을 남겨 베스트 댓글이 되었으나 지금은 삭제되었다.
"개인적으로 촉수물 좋습니다. 좋아요 누르지마세요"
이는 사람들에게 많은 웃음거리가 되었다. 일각에서 실명이 거론되는게 불쌍하다고 하지만 2019년 10월 29일 기준 시즌3 435화의 전체댓글에는 본인이 쓴 댓글이 아직 남아있다.
"아니 기분나빠서 지운게 아니고 이렇게 커질 줄은" 2017-11-01 00:20

### 낮밤 유민우 선생님
시즌4 124화(2018년8월22일)
"저는 낮이밤이라 밤낮 안가립니다."

## 기타
- 시즌4 419화, 회장실에 있는 노인과 바다, 레미제라블 두 권을 동시에 뽑으면 지하주차장으로 연결되는 비밀 공간이 나온다.
- 시즌3 14화, 유병재의 각종 명언들이 베스트 댓글로 올라온 화가 있다. 신입보다 경력직이 많이 보이는 것 같다는 데에서 유병재의 한 명언이 연결되며 여러 명언들이 베스트 댓글이 된듯 하다.